# Haltérophilie aux Jeux olympiques d'été de 2016
Navigation
Londres 2012 Tokyo 2020
Les épreuves d’haltérophilie des Jeux olympiques d'été de 2016 se déroulent du 6 au 16 août au Riocentro à Rio de Janeiro (Brésil). 15 épreuves sont au programme : 8 en catégories masculines et 7 en catégories féminines.

## Compétitions

### Calendrier
Il y aura au plus trois sessions de compétition chaque jour pour les épreuves d'haltérophilie aux Jeux Olympiques de 2016 :
- Session du matin: 10:00-14:00 BRT
- Session de l’après-midi: 15:30-17:30 BRT
- Session du soir: 19:00-21:00 BRT

| Q | Qualifications | F | Finale |

| Date →         | Sam 6 | Dim 7 | Dim 7 | Dim 7 | Lun 8 | Lun 8 | Lun 8 | Mar 9 | Mar 9 | Mar 9 | Mer 10 | Mer 10 | Mer 10 | Ven 12 | Ven 12 | Ven 12 | Sam 13 | Sam 13 | Dim 14 | Lun 15 | Lun 15 | Mar 16 | Mar 16 |
| Épreuve ↓      | S     | M     | A     | S     | M     | A     | S     | M     | A     | S     | M      | A      | S      | M      | A      | S      | A      | S      | S      | A      | S      | A      | S      |
| -------------- | ----- | ----- | ----- | ----- | ----- | ----- | ----- | ----- | ----- | ----- | ------ | ------ | ------ | ------ | ------ | ------ | ------ | ------ | ------ | ------ | ------ | ------ | ------ |
| Hommes         |       |       |       |       |       |       |       |       |       |       |        |        |        |        |        |        |        |        |        |        |        |        |        |
| 56 kg hommes   |       | Q     |       | F     |       |       |       |       |       |       |        |        |        |        |        |        |        |        |        |        |        |        |        |
| 62 kg hommes   |       |       |       |       | Q     |       | F     |       |       |       |        |        |        |        |        |        |        |        |        |        |        |        |        |
| 69 kg hommes   |       |       |       |       |       |       |       | Q     |       | F     |        |        |        |        |        |        |        |        |        |        |        |        |        |
| 77 kg hommes   |       |       |       |       |       |       |       |       |       |       | Q      |        | F      |        |        |        |        |        |        |        |        |        |        |
| 85 kg hommes   |       |       |       |       |       |       |       |       |       |       |        |        |        | Q      |        | F      |        |        |        |        |        |        |        |
| 94 kg hommes   |       |       |       |       |       |       |       |       |       |       |        |        |        |        |        |        | Q      | F      |        |        |        |        |        |
| 105 kg hommes  |       |       |       |       |       |       |       |       |       |       |        |        |        |        |        |        |        |        |        | Q      | F      |        |        |
| +105 kg hommes |       |       |       |       |       |       |       |       |       |       |        |        |        |        |        |        |        |        |        |        |        | Q      | F      |
| Femmes         |       |       |       |       |       |       |       |       |       |       |        |        |        |        |        |        |        |        |        |        |        |        |        |
| 48 kg femmes   | F     |       |       |       |       |       |       |       |       |       |        |        |        |        |        |        |        |        |        |        |        |        |        |
| 53 kg femmes   |       | Q     | F     |       |       |       |       |       |       |       |        |        |        |        |        |        |        |        |        |        |        |        |        |
| 58 kg femmes   |       |       |       |       | Q     | F     |       |       |       |       |        |        |        |        |        |        |        |        |        |        |        |        |        |
| 63 kg femmes   |       |       |       |       |       |       |       | Q     | F     |       |        |        |        |        |        |        |        |        |        |        |        |        |        |
| 69 kg femmes   |       |       |       |       |       |       |       |       |       |       | Q      | F      |        |        |        |        |        |        |        |        |        |        |        |
| 75 kg femmes   |       |       |       |       |       |       |       |       |       |       |        |        |        | Q      | F      |        |        |        |        |        |        |        |        |
| +75 kg femmes  |       |       |       |       |       |       |       |       |       |       |        |        |        |        |        |        |        |        | F      |        |        |        |        |

### Les épreuves
15 médailles d'or seront attribuées dans les catégories suivantes :
| - 56 kg hommes - 62 kg hommes - 69 kg hommes - 77 kg hommes - 85 kg hommes - 94 kg hommes - 105 kg hommes - +105 kg hommes |  | - 48 kg femmes - 53 kg femmes - 58 kg femmes - 63 kg femmes - 69 kg femmes - 75 kg femmes - +75 kg femmes |

## Qualifications
La compétition de ces Jeux comprend 260 athlètes. Chaque comité national olympique (CNO) peut qualifier un maximum de 10 athlètes, 6 hommes et 4 femmes. Les championnats du monde d'haltérophilie 2014 et 2015 sont les principales épreuves de qualification pour les Jeux olympiques de 2016. Une épreuve de qualification continentale a également lieu pour chaque continent en 2016.
Le 19 novembre 2015, la Fédération internationale d'haltérophilie (IWF) a interdit la Bulgarie de participer aux Jeux olympiques et a enlevé un quota qualificatif à la Roumanie et à l'Ouzbékistan en raison de "plusieurs cas positifs" de dopage,.
Le 22 juin 2016, la Fédération internationale d'haltérophilie annonce qu'un certain nombre de pays perdrait des quotas en réponses aux violations des règles de dopage. L'IWF a ensuite précisé que si l'analyse des échantillons « B » est confirmé, tout pays avec trois violations ou plus à l'issue des nouvelles analyses des Jeux de 2008 et 2012, serait suspendus de toute épreuve pendant un an, et serait ainsi exclu des Jeux de Rio, aux côtés de la Bulgarie déjà suspendu.
L'IWF a précisé que, après les nouveaux test sur les échantillons «A» de 2008 et 2012, trois pays risquent d'être suspendus, à savoir le Kazakhstan, la Russie et la Biélorussie. La Russie fait appel de cette décision à la tribunal arbitral du sport le 6 luillet 2016. En outre, des quotas sont retirés à l'Azerbaïdjan (2), à Biélorussie (1), au Kazakhstan (1), à la Moldavie (2), à la Corée du Nord (2), à la Russie (2), à la Roumanie (1) et à l'Ouzbékistan (1).

## Podiums

### Hommes
| Épreuves                        | Or                     | Argent                  | Bronze                     |
| ------------------------------- | ---------------------- | ----------------------- | -------------------------- |
| - de 56 kg résultats détaillés  | Long Qingquan (CHN)    | Om Yun-chol (PRK)       | Sinphet Kruaithong (THA)   |
| - de 62 kg résultats détaillés  | Óscar Figueroa (COL)   | Eko Yuli Irawan (INA)   | Farkhad Kharki (KAZ)       |
| - de 69 kg résultats détaillés  | Shi Zhiyong (CHN)      | Daniyar İsmayilov (TUR) | Luis Javier Mosquera (COL) |
| - de 77 kg résultats détaillés  | vacant                 | Lu Xiaojun (CHN)        | Mohamed Mahmoud (EGY)      |
| - de 85 kg résultats détaillés  | Kianoush Rostami (IRI) | Tian Tao (CHN)          | Denis Ulanov (KAZ)         |
| - de 94 kg résultats détaillés  | Sohrab Moradi (IRI)    | Vadzim Straltsou (BLR)  | Aurimas Didžbalis (LTU)    |
| - de 105 kg résultats détaillés | Ruslan Nurudinov (UZB) | Simon Martirosyan (ARM) | Aleksandr Zaychikov (KAZ)  |
| + de 105 kg résultats détaillés | Lasha Talakhadze (GEO) | Gor Minasyan (ARM)      | Irakli Turmanidze (GEO)    |

### Femmes
| Épreuves                       | Or                     | Argent                      | Bronze                 |
| ------------------------------ | ---------------------- | --------------------------- | ---------------------- |
| - de 48 kg résultats détaillés | Sopita Tanasan (THA)   | Sri Wahyuni Agustiani (INA) | Hiromi Miyake (JAP)    |
| - de 53 kg résultats détaillés | Hsu Shu-ching (TPE)    | Hidilyn Diaz (PHI)          | Yoon Jin-hee (KOR)     |
| - de 58 kg résultats détaillés | Sukanya Srisurat (THA) | Pimsiri Sirikaew (THA)      | Kuo Hsing-chun (TPE)   |
| - de 63 kg résultats détaillés | Deng Wei (CHN)         | Choe Hyo-sim (PRK)          | Karina Goricheva (KAZ) |
| - de 69 kg résultats détaillés | Xiang Yanmei (CHN)     | Zhazira Zhapparkul (KAZ)    | Sara Ahmed (EGY)       |
| - de 75 kg résultats détaillés | Rim Jong-sim (PRK)     | Darya Naumava (BLR)         | Lidia Valentín (ESP)   |
| + de 75 kg résultats détaillés | Meng Suping (CHN)      | Kim Kuk-hyang (PRK)         | Sarah Robles (USA)     |

## Tableau des médailles
- Pays organisateur (Brésil)

| Rang  | Nation         | Or | Argent | Bronze | Total |
| ----- | -------------- | -- | ------ | ------ | ----- |
| 1     | Chine          | 5  | 2      | 0      | 7     |
| 2     | Thaïlande      | 2  | 1      | 1      | 4     |
| 3     | Iran           | 2  | 0      | 0      | 2     |
| 4     | Corée du Nord  | 1  | 3      | 0      | 4     |
| 5     | Taipei chinois | 1  | 0      | 1      | 2     |
| 5     | Géorgie        | 1  | 0      | 1      | 2     |
| 7     | Colombie       | 1  | 0      | 1      | 2     |
| 7     | Ouzbékistan    | 1  | 0      | 0      | 1     |
| 9     | Arménie        | 0  | 2      | 0      | 2     |
| 9     | Biélorussie    | 0  | 2      | 0      | 2     |
| 9     | Indonésie      | 0  | 2      | 0      | 2     |
| 12    | Kazakhstan     | 0  | 1      | 4      | 5     |
| 13    | Philippines    | 0  | 1      | 0      | 1     |
| 13    | Turquie        | 0  | 1      | 0      | 1     |
| 15    | Égypte         | 0  | 0      | 2      | 2     |
| 16    | Japon          | 0  | 0      | 1      | 1     |
| 16    | Lituanie       | 0  | 0      | 1      | 1     |
| 16    | Corée du Sud   | 0  | 0      | 1      | 1     |
| 16    | Espagne        | 0  | 0      | 1      | 1     |
| 16    | États-Unis     | 0  | 0      | 1      | 1     |
| Total | Total          | 14 | 15     | 15     | 44    |